# NGC 1614
NGC 1614 (również PGC 15538 lub Arp 186) – galaktyka spiralna z poprzeczką (SBc/P), znajdująca się w gwiazdozbiorze Erydanu. Została odkryta 29 grudnia 1885 roku przez Lewisa Swifta.
Galaktyka ma wydłużone jedno z ramion i cienki „ogon” wybiegający z jądra – są to prawdopodobnie pozostałości dawnego zderzenia i połączenia galaktyk, które utworzyły NGC 1614.
W galaktyce tej zaobserwowano wybuch supernowej SN 1996D.